# Ana Sofía Gómez
Ana Sofìa Gómez Porras (Città del Guatemala, 24 novembre 1995) è un'ex ginnasta guatemalteca, vincitrice della medaglia d'argento nel concorso generale individuale ai giochi panamericani del 2011.

## Palmarès
- Argento Giochi Panamericani 2011 Individuale
- Oro Giochi Panamericani 2011 Trave